# Spartaco Landini
Spartaco Landini (* 31. Januar 1944 in Terranuova Bracciolini; † 16. April 2017 in Genua) war ein italienischer Fußballspieler, -trainer und -manager. Auf Vereinsebene vor allem bei Inter Mailand und bei der SSC Neapel erfolgreich, nahm er mit der Nationalmannschaft seines Heimatlandes auch an der Fußball-Weltmeisterschaft 1966 in England teil.

## Karriere

### Vereinskarriere
Spartaco Landini wurde am 31. Januar 1944 im toskanischen Ort Terranuova Bracciolini geboren und begann mit dem Fußballspielen beim AC Sangiovannese im nahe gelegenen San Giovanni Valdarno. In der Jugend von Sangiovannese wurde Landini von Talentspähern von Inter Mailand entdeckt und im Jahre 1962 von dem Nobelverein aus der Lombardei unter Vertrag genommen. In der Folge spielte der Abwehrspieler von 1962 an bis 1970 für Inter Mailand und machte in dieser Zeit 94 Ligaspiele, in denen ihm ein Torerfolg gelang. Allerdings schaffte Landini nie den Sprung zum dauerhaften Stammspieler. Gleich in seiner ersten Saison mit Inter Mailand gelang der Gewinn der italienischen Fußballmeisterschaft. Das so genannte Grande Inter unter Trainer Helenio Herrera beendete die Serie A 1962/63 als Erster mit vier Punkten vor dem ersten Verfolger Juventus Turin. Es war der Beginn einer enorm erfolgreichen Phase für Inter Mailand. Als italienischer Meister von 1963 war man startberechtigt im Europapokal der Landesmeister 1963/64, wo man nach Erfolgen über die AS Monaco, Partizan Belgrad und Borussia Dortmund ins Endspiel einzog. Dort traf die Mannschaft um Spieler wie Luis Suárez, Sandro Mazzola und Armando Picchi auf Real Madrid. Im Praterstadion von Wien gewann Internazionale mit 3:1 und holte sich den ersten internationalen Titel der Vereinsgeschichte. Spartaco Landini wurde im Endspiel jedoch nicht eingesetzt. Im Jahr darauf konnte dieser Titel verteidigt werden, nachdem man im Endspiel Benfica Lissabon aus Portugal mit 1:0 bezwungen hatte. Landini wurde im Endspiel jedoch erneut nicht eingesetzt. Im Anschluss an beide Europapokalsiege gelang auch der Gewinn des Weltpokals, wobei Landini allerdings auch nicht eingesetzt wurde.
Auch in der Folgezeit war Spartaco Landini nicht Stammspieler bei Inter Mailand. In der Meisterschaftssaison 1964/65 kam er gerade einmal auf zwei Einsätze, am Ende der Saison stand Inter drei Punkte vor der AC Mailand auf Platz eins der Tabelle. Auch in der Saison 1965/66 wurde Inter Mailand italienischer Meister, Spartaco Landini wurde immerhin elfmal eingesetzt. Insgesamt spielte Landini noch bis 1970 für Inter Mailand, ehe er erstmals den Verein wechselte und sich der SSC Palermo in der Serie B anschloss. Für Palermo agierte Landini drei Jahre lang von 1970 bis 1973 in 97 Ligaspielen, bei denen ihm kein Torerfolg gelang. Nach durchwachsener erster Spielzeit gelang als Dritter der Serie B 1971/72 hinter Ternana Calcio und Lazio Rom der Aufstieg in die Serie A, wo man sich im Folgejahr als Fünfzehnter jedoch nicht halten konnte.
Daraufhin schloss sich Spartaco Landini der SSC Neapel an, wo er erneut drei Jahre unter Vertrag stand, in dieser Zeit aber nur 26 Ligaspiele machte. In der Serie A 1974/75 erzielte der SSC Neapel mit Landini in der Verteidigung die italienische Vizemeisterschaft, einzig hinter Juventus Turin, nachdem man im Jahr zuvor bereits Dritter geworden war. In der Coppa Italia 1975/76 zog das Team von Trainer Alberto Delfrati ins Endspiel ein und besiegte dort Hellas Verona mit 4:0. Spartaco Landini wurde auch in diesem Endspiel nicht eingesetzt.
Landini ließ eine Karriere ab 1976 bei seinem Heimatverein AC Sangiovannese ausklingen, wo er noch einmal in zwei Jahren 69 Ligaspiele machte und schließlich 1978 seine Laufbahn als Fußballspieler im Alter von 34 Jahren beendete.

### Nationalmannschaft
Im Jahr 1966 machte Spartaco Landini insgesamt vier Länderspiele für die italienische Fußballnationalmannschaft. Von Nationalcoach Edmondo Fabbri wurde er ins Aufgebot der Italiener für die Fußball-Weltmeisterschaft 1966 in England berufen. Bei dem Turnier kam Landini in einem Spiel seiner Mannschaft zum Einsatz. Während er in den ersten beiden Gruppenspielen gegen Chile (2:0) sowie die Sowjetunion (0:1) nicht eingesetzt wurde, spielte Landini im letzten Gruppenspiel gegen Nordkorea über die volle Distanz. Durch ein Gegentor von Pak Doo-ik unterlag Italien mit 0:1 und schied aus dem Turnier aus.

## Erfolge
- Weltpokal: 2×

1964 und 1965 mit Inter Mailand
- Europapokal der Landesmeister: 2×

1963/64 und 1964/65 mit Inter Mailand
- Italienische Meisterschaft: 3×

1962/63, 1964/65 und 1965/66 mit Inter Mailand
- Italienischer Pokalsieg: 1×

1975/76 mit dem SSC Neapel